# Alfonso Cortijo Cabrera
Alfonso Cortijo Cabrera (La Barca de la Florida, 14 de setembre de 1966) és un exfutbolista i entrenador andalús. Com a jugador ocupava la posició de defensa.

## Trajectòria
Sorgit del Cadis CF, debuta en primera divisió amb els andalusos a la 87/88. Després de quatre temporades titular amb el Cadis, a l'estiu de 1991 fitxa pel Sevilla FC. La seua estada a la capital sevillana no va ser tan regular com a Cadis, i va combinar campanyes en les quals era titular amb altres més irregulars.
El 1995 deixa el Sevilla i recala al Rayo Vallecano, amb qui jugaria 52 partits en dues temporades a la primera divisió. I la temporada 97/98 fitxa pel CD Numancia. Va romandre altres dues campanyes a l'equip castellà, que aleshores militava a Segona Divisió. Precisament, la temporada 98/99, el Numancia aconsegueix l'ascens a la màxima categoria, però Cortijo no continuaria. Retornaria al Cadis CF, on jugaria fins a penjar les botes.
En total, Cortijo ha sumat 273 partits i 14 gols a la primera divisió.
Després de la seua retirada, l'andalús ha seguit vinculat al món del futbol, en diversos càrrecs tècnics, com a segon entrenador del Cadis CF, en el Córdoba CF o al front de conjunts més modestos, com la UD Bornense.